# Alfred Jensen (peintre danois)
Pour les articles homonymes, voir Alfred Jensen (homonymie) et Jensen.
Alfred Jensen, né Alfred Serenius Jensen le 16 novembre 1859 à Randers au Danemark et mort le 29 juin 1935 à Hambourg en Allemagne, est un peintre allemand d'origine danoise, spécialisé dans la peinture maritime.

## Biographie
Il naît à Randers au Danemark en 1859. 
Il travaille comme marin et voyage en Afrique, en Australie et en Asie. Entre 1884 et 1885, il étudie auprès du peintre Heinrich Leitner à Hambourg avant de reprendre la mer. En 1897, il revient dans cette ville pour étudier à l'école des beaux-arts de Cassel ou il suit notamment les cours du peintre Emil Neumann (de). Il s'installe ensuite dans cette ville ou il travaille comme professeur et peintre, se spécialisant dans la peinture maritime.
Il décède à Hambourg en 1935.
Ces œuvres sont notamment visibles au Hamburgmuseum et au Altonaer Museum (de) à Hambourg, au musée maritime de Bremerhaven en Allemagne, à la galerie PaceWildenstein à New York et au musée d'art contemporain de San Diego aux États-Unis.

## Galerie

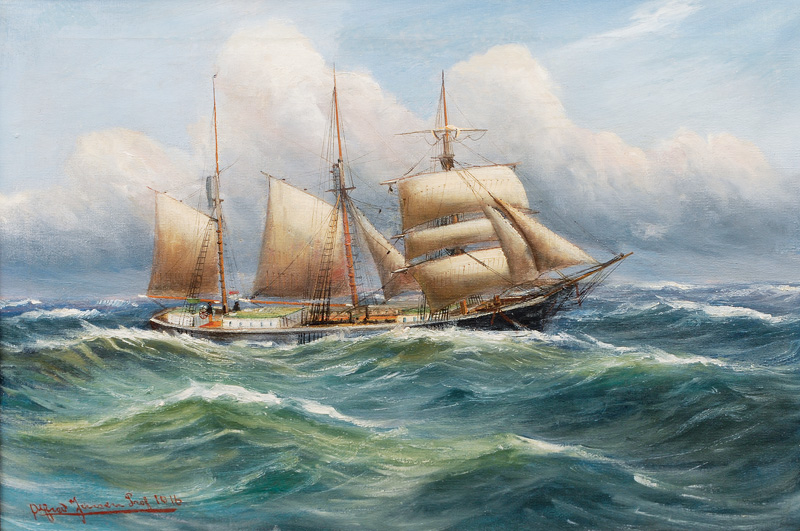
Dreimaster (1916)
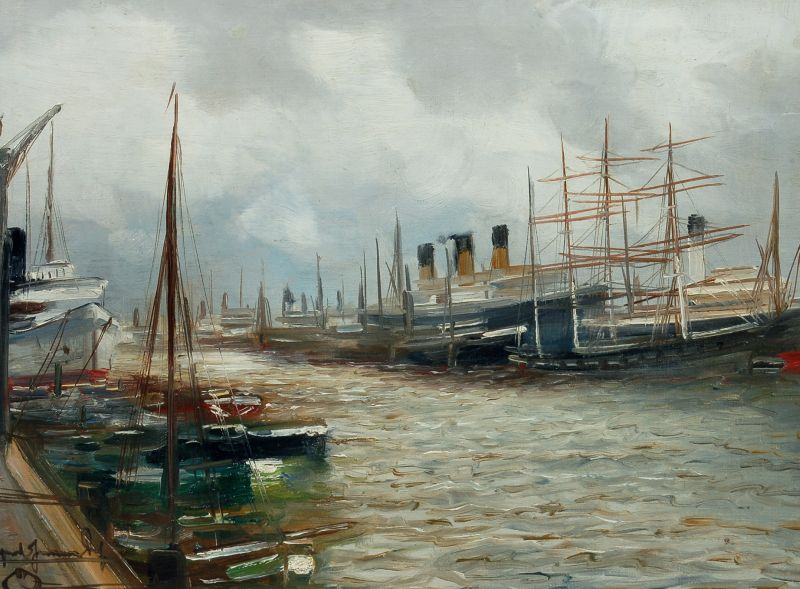
Dalmannkai in Hamburg (1897)
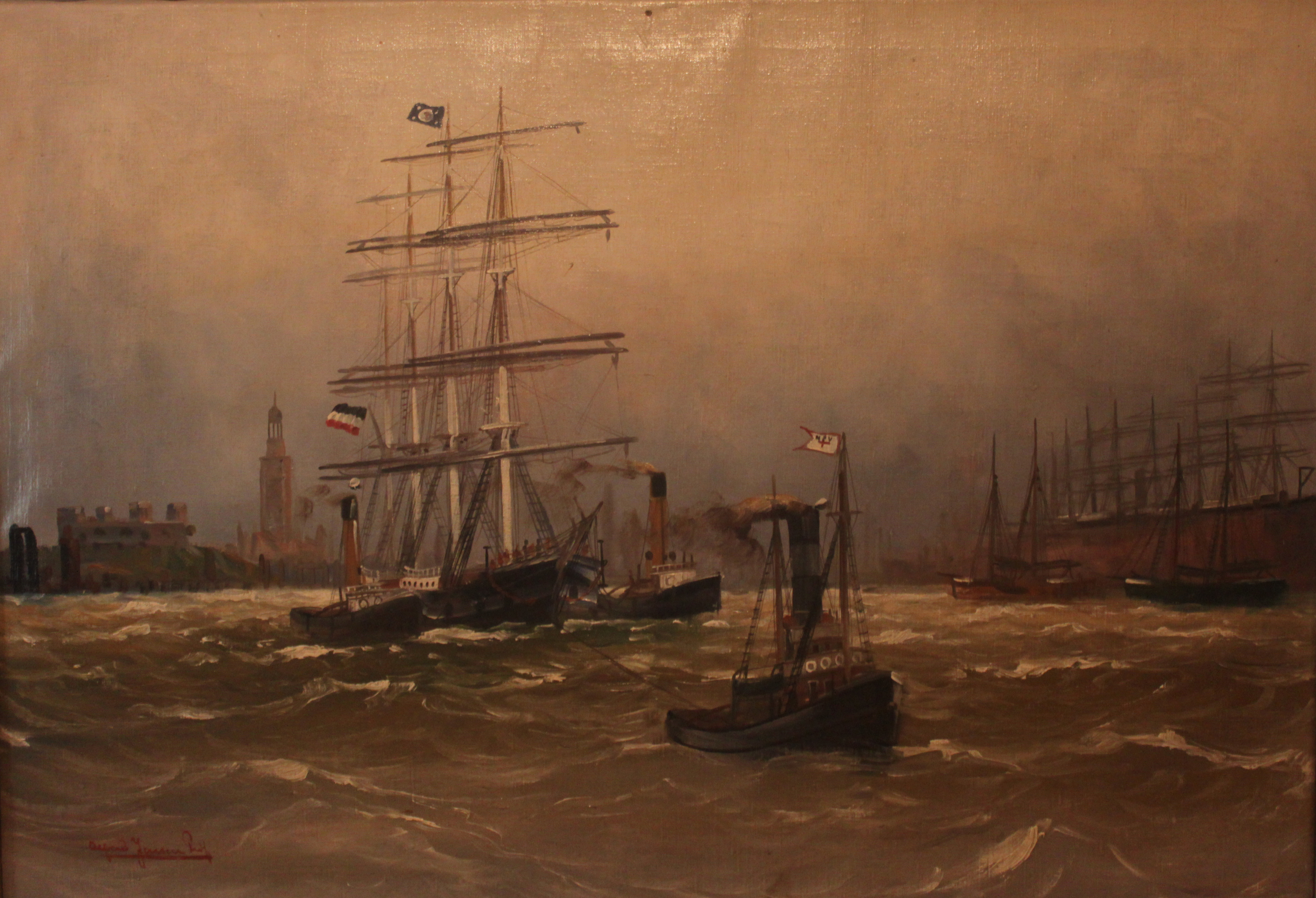
Viermaster im Hamburger Hafen (1901)
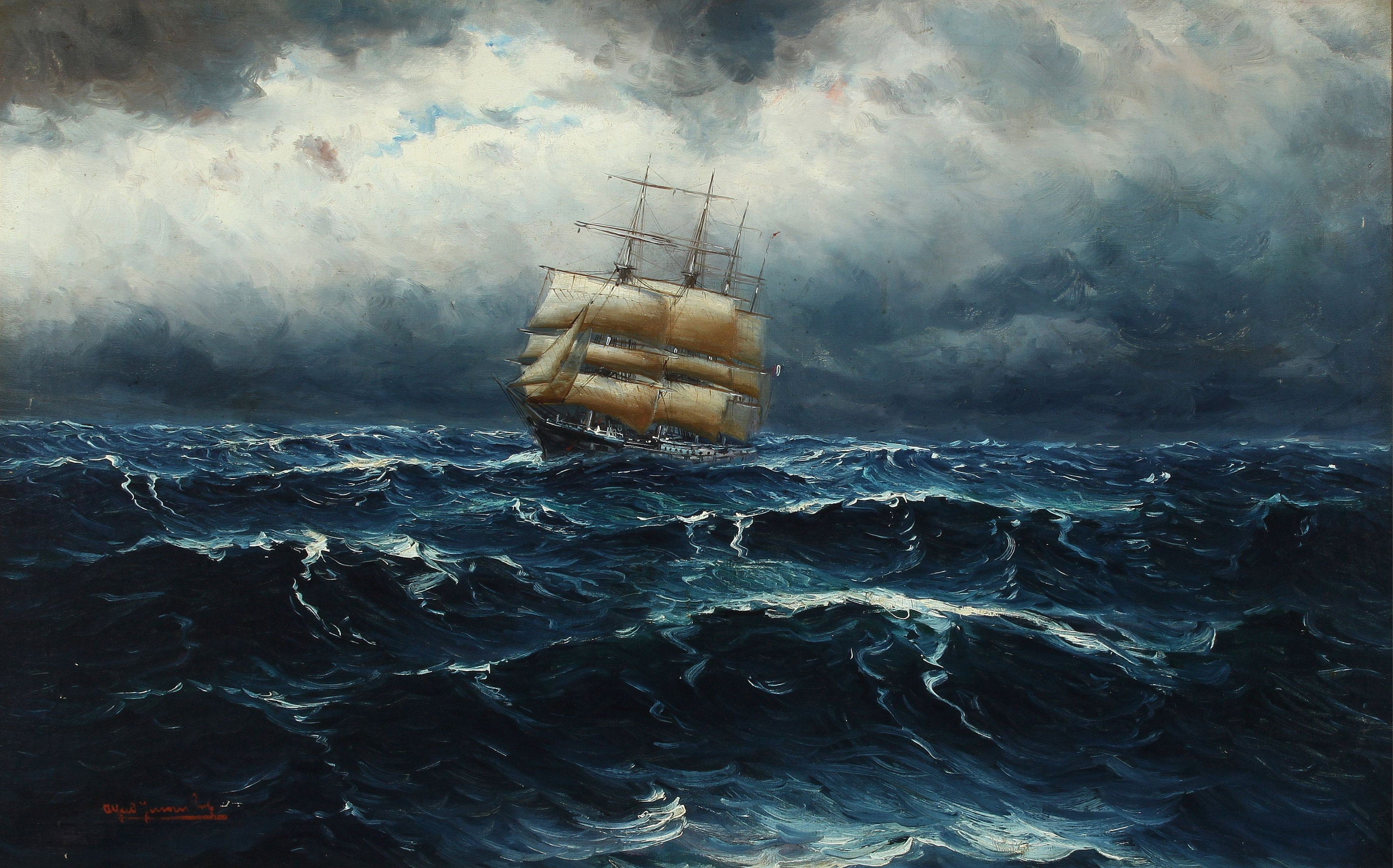
Marinestück mit Segelschiff in rauer See (sans date)
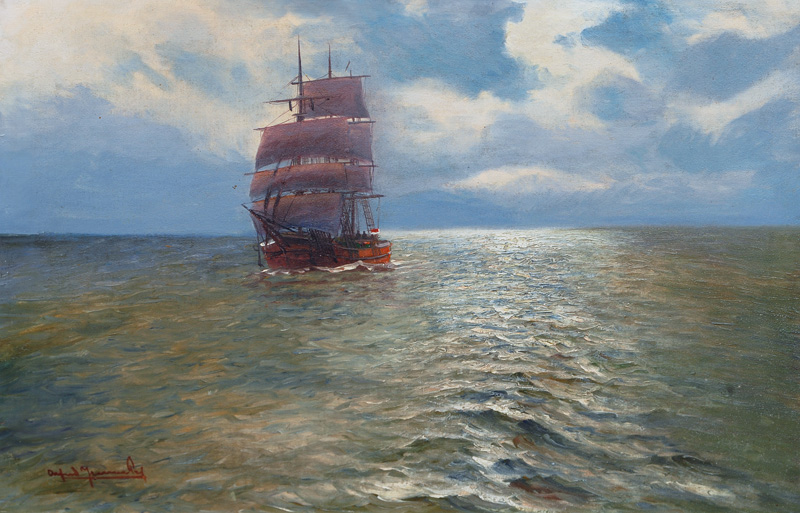
Dreimaster (sans date)
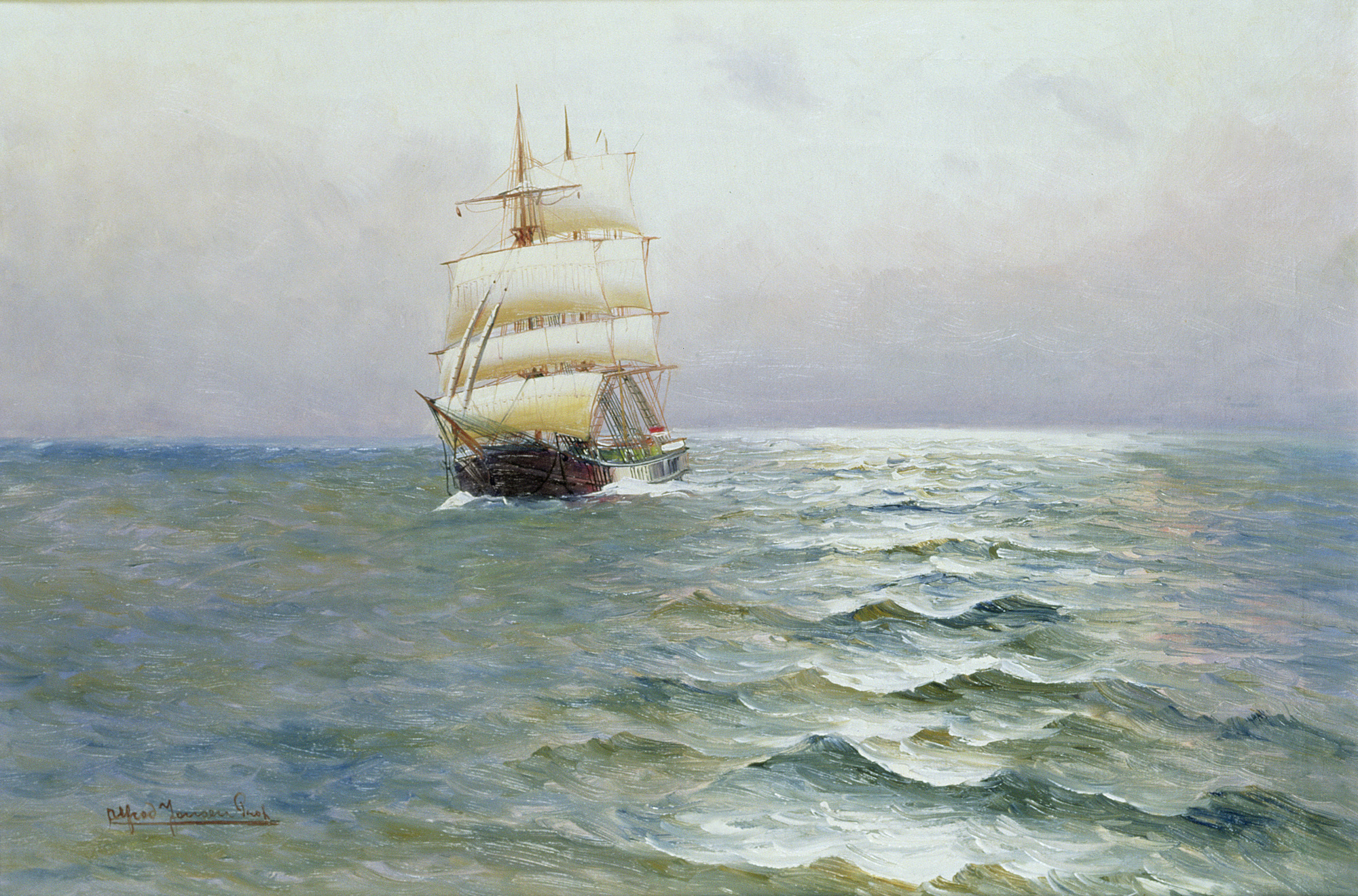
Großsegler' (sans date)
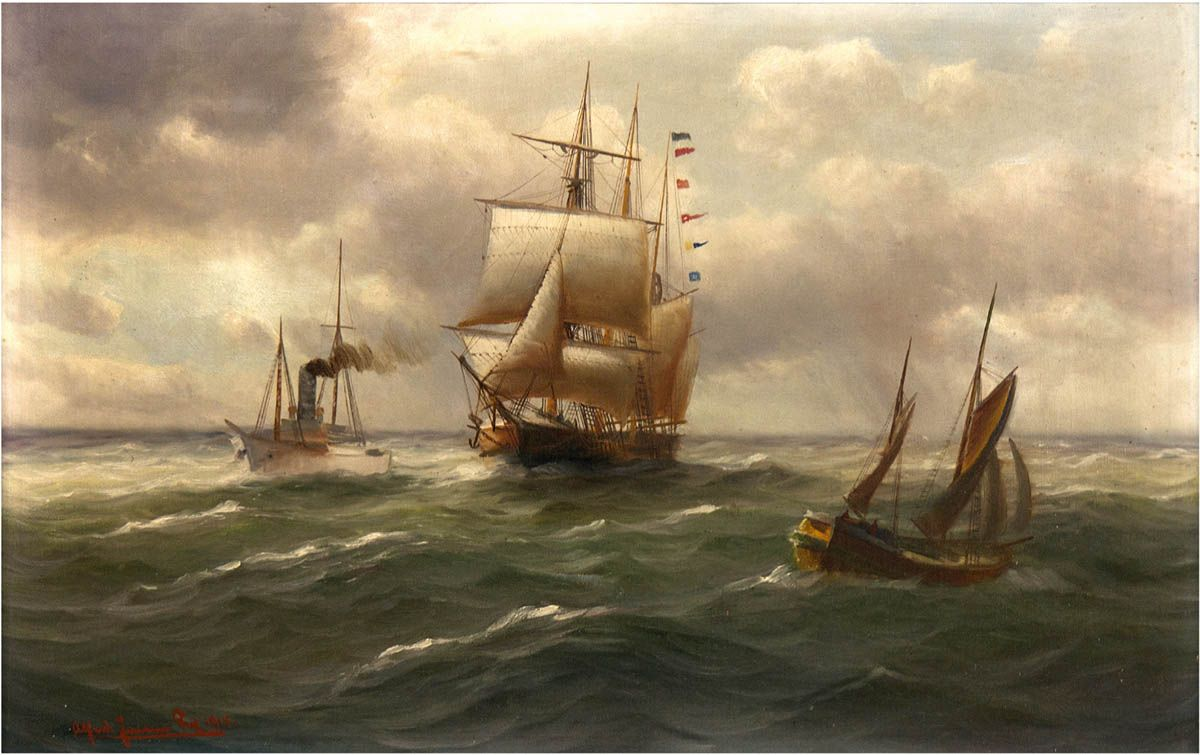
Großsegler, Dampfschiff und Kutter auf hoher See (1914)
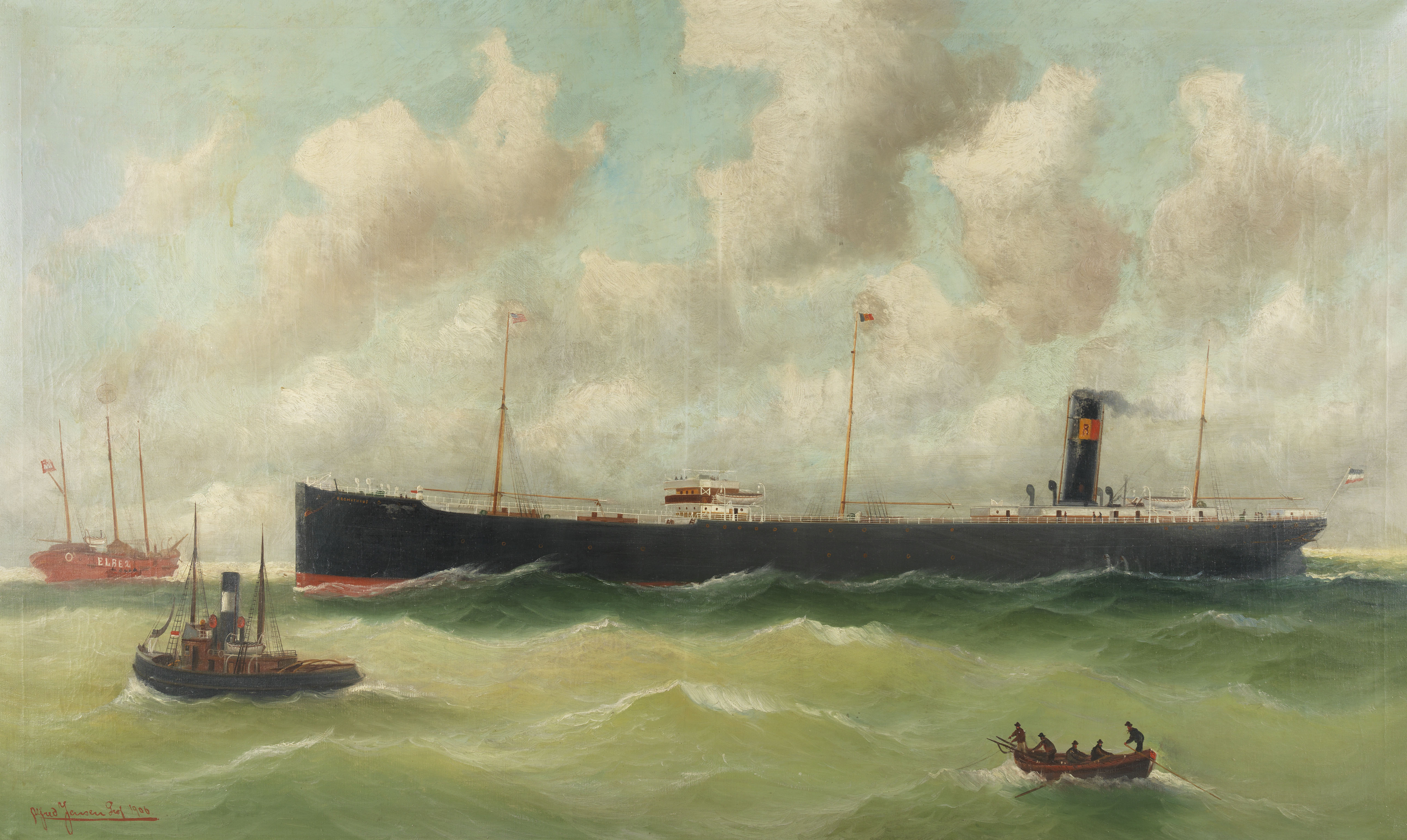
Hamburger Tanker Prometheus" passiert Feuerschiff Elbe 2 (1906)
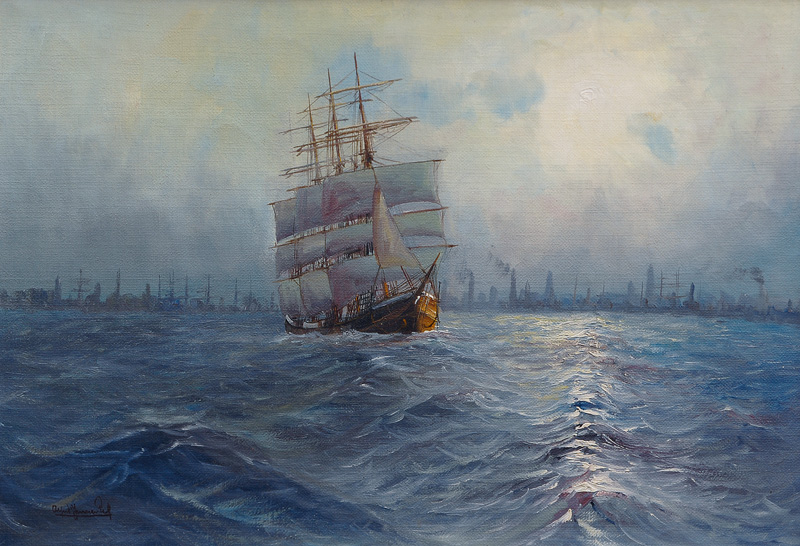
Mondnacht an der schwedischen Küste (sans date)
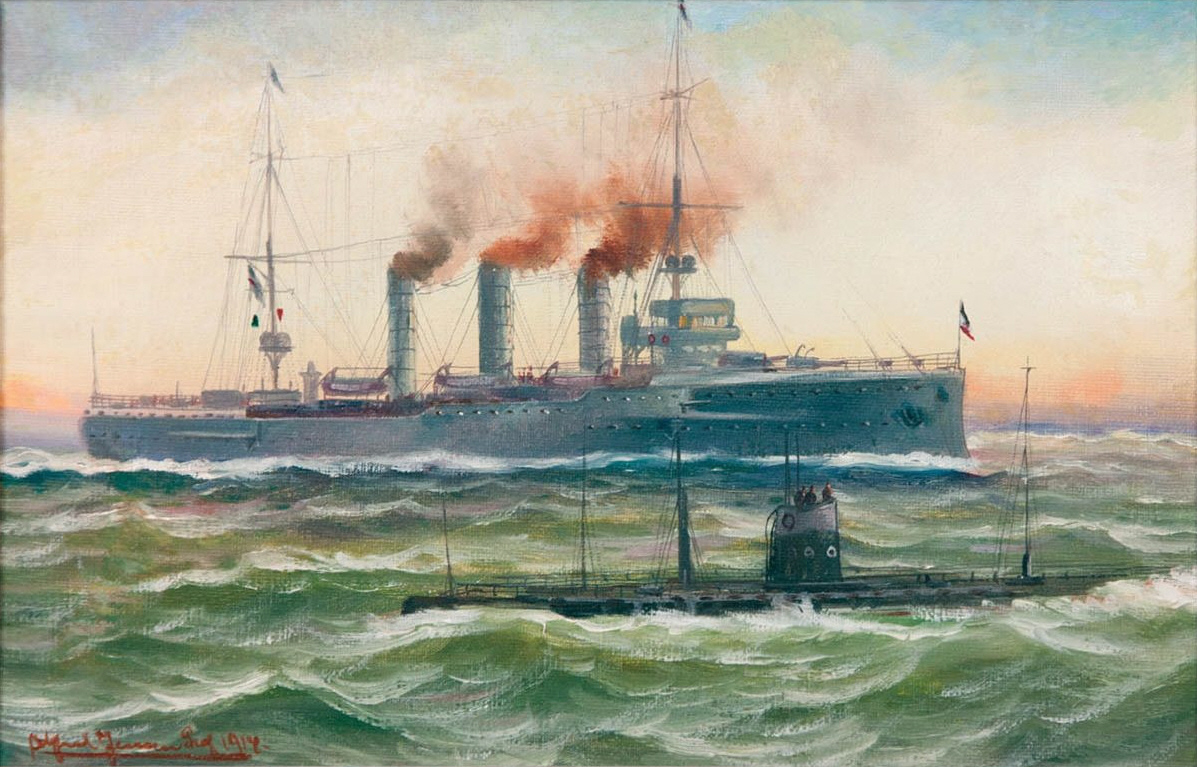
Kriegsschiff und U-Boot auf See (1914)
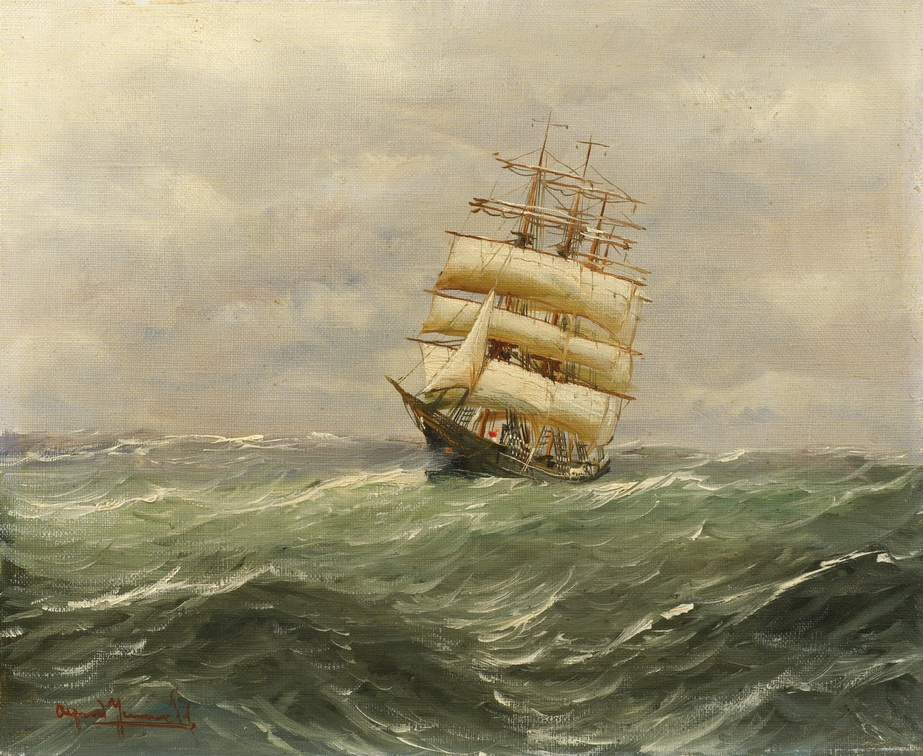
Vollschiff auf hoher See (1914)
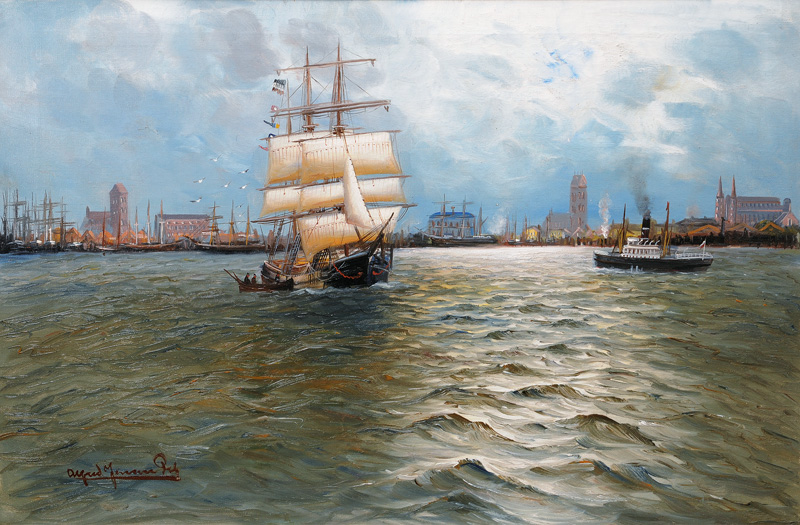
Hafen von Wismar (sans date)
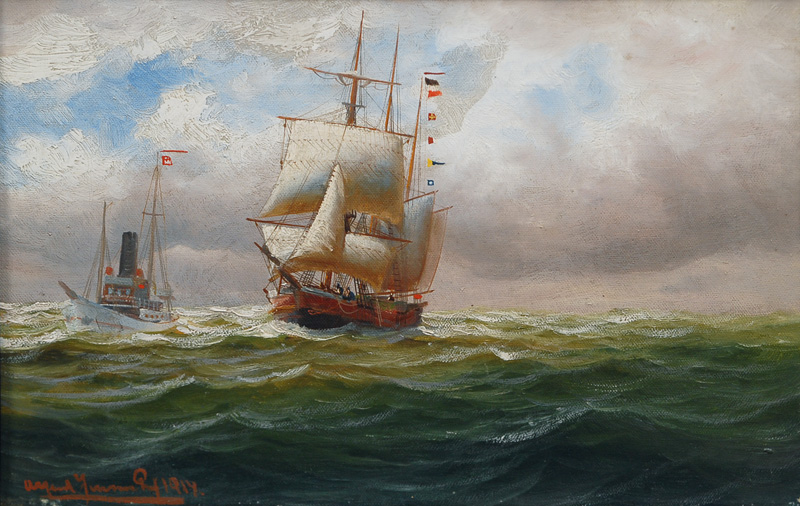
Vorderelbe mit Lotsendampfer (sans date)
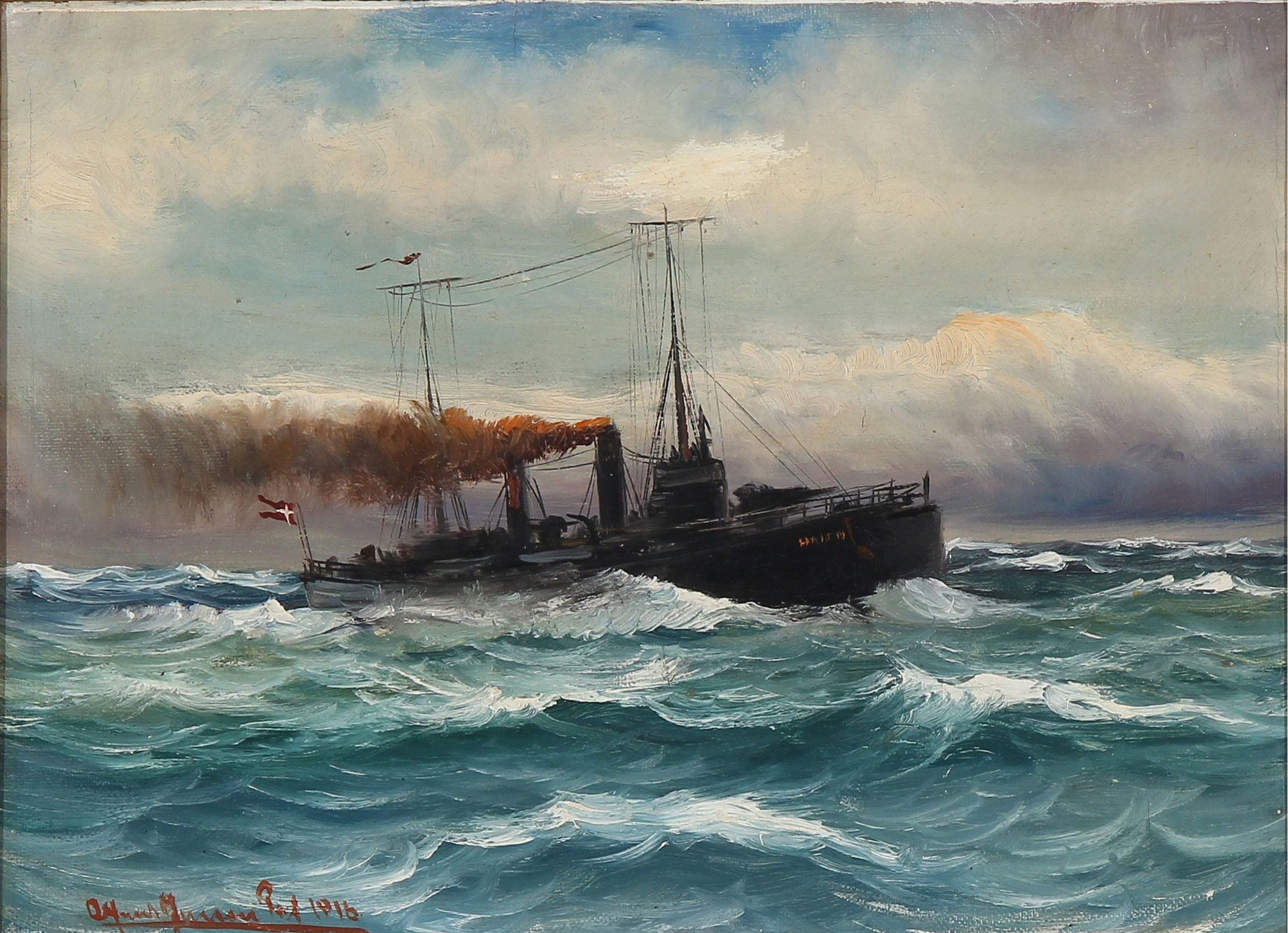
Torpedoboot in rauer See (1916)
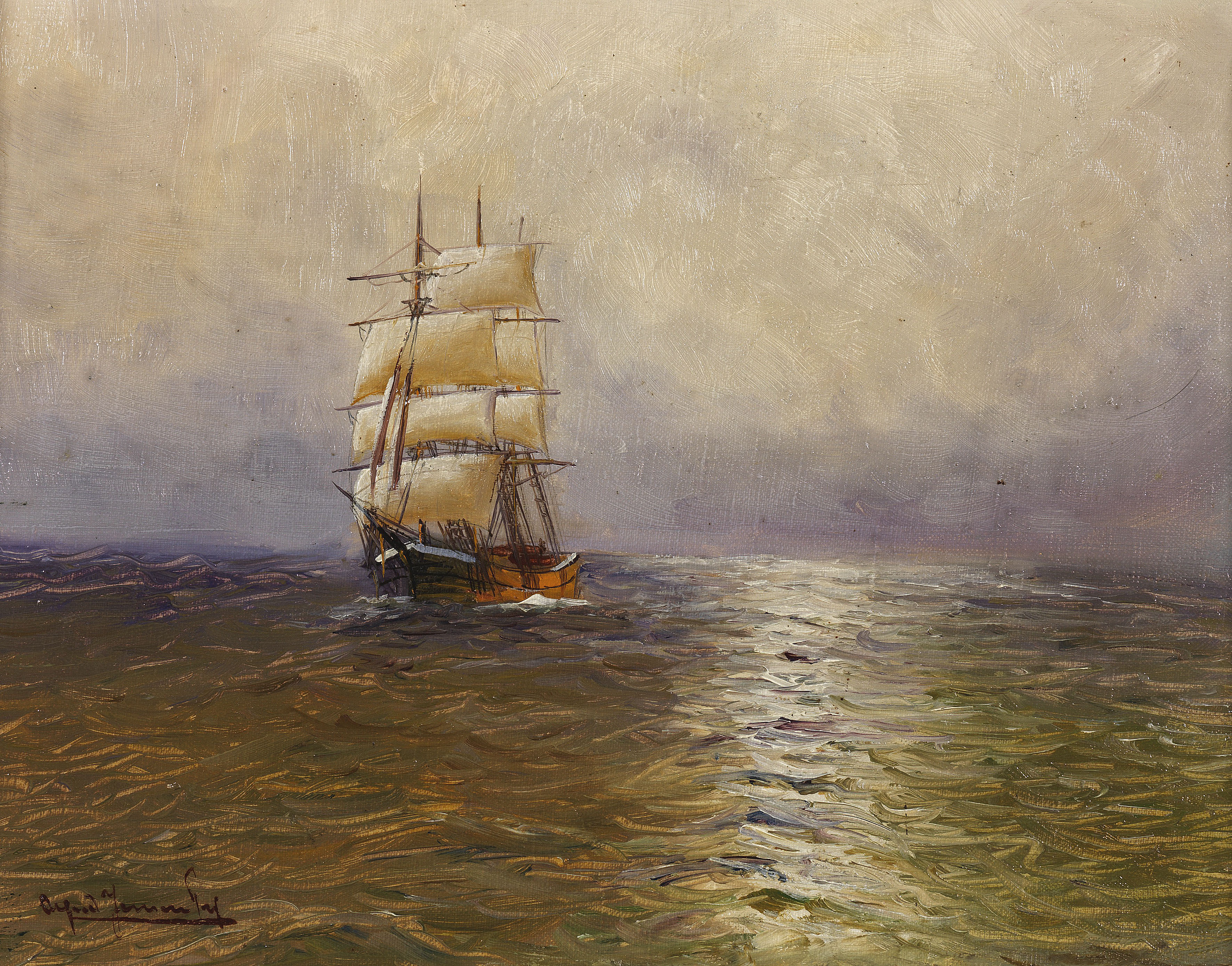
Bark auf See (1920)